# Françoise Seligmann
Pour les articles homonymes, voir Seligmann.
Françoise Seligmann, née Claudine Renée Josette Jullien, le 9 juin 1919 à Marseille et morte le 27 février 2013 à Neuilly-sur-Seine, est une résistante, journaliste et femme politique française.

## Biographie
Née à Marseille le 9 juin 1919, Claudine Jullien fait ses études au lycée Montgrand à Marseille : baccalauréat de philosophie, puis deux années de classes préparatoires littéraires au lycée Thiers de Marseille puis à Bordeaux, où elle assiste à la défaite face à l'Allemagne nazie. Elle retourne alors à Marseille pour rejoindre sa mère. Elle a 21 ans au début de l'Occupation allemande. En 1940, le « statut des juifs » qui exclut sa mère, Laure Beddouckh, enseignante et journaliste, de l'enseignement comme de la presse, la conduit à interrompre ses études pour gagner sa vie. Son père, qui vit à Casablanca où il s'est remarié, lui propose de le rejoindre et de ne pas rester auprès de sa « juive de mère » (selon ses termes). Elle refuse.
Elle entreprend une carrière d'assistante sociale, spécialisée dans l'enfance délinquante, d'abord auprès de Germaine Poinsot-Chapuis, au tribunal d'enfants de Marseille et au tribunal pour enfants de Marseille, ensuite auprès de la Mère supérieure du Bon Pasteur de Pau et de l'abbé Plaquevent, enfin au tribunal d'enfants de Lyon où elle est chargée d'enquêter sur les cas soumis au tribunal et de présenter des rapports. Parallèlement, elle fait un stage d'infirmière à l'hôpital de Grange-Blanche.

### Résistante sous l'Occupation
Dans le courant de l'année 1941, elle entre en contact avec la Résistance. Très vite, elle reçoit pour mission de convoyer des familles juives jusqu'à la frontière suisse. En novembre 1941, elle crée avec le pasteur suisse Roland de Pury une chaîne d'évasion vers la Suisse, dont elle organise les conditions de séjour et de passage dans le village d'Archamps.
Durant l'année 1942, Françoise rencontre à Lyon, au temple de la rue Lanterne dont Roland de Pury, résistant, est le pasteur, Henri Frenay et Berty Albrecht, membres du réseau Combat. Ils lui confient le soin de distribuer leur journal clandestin. Elle convoie personnellement de Lyon à Archamps une centaine de juifs et de réfugiés politiques (intellectuels, syndicalistes, parlementaires) fuyant l'Allemagne et l'Europe Centrale, et leur fait traverser la frontière.
Le 23 janvier 1943, elle apprend l'arrestation de sa mère, Laure Beddoukh, à son domicile de Marseille et part à sa recherche dans les commissariats et prisons de la ville. Libérée par un commissaire de police, elle regagne son domicile et y retrouve sa fille, puis elles se rendent toutes les deux à Lyon où sa mère trouve refuge chez des amis.
Elle cesse l'activité de convoi des familles juives sur ordre de ses chefs du mouvement Combat avant l'arrestation de Roland de Pury et son incarcération à la prison Montluc en 1943. Sur l'ordre de Claude Bourdet, elle quitte son poste au tribunal et entre dans la clandestinité. Le 11 novembre 1942, la zone libre est occupée.
En mai 1943, elle organise un réseau d’accueil pour les évadés vendéens auprès des pasteurs de Fontenay-le-Comte, Moncoutant, Mouilleron. Elle y conduit notamment Christine, la secrétaire de François Morin-Forestier après son évasion des services de la Gestapo de l’Hôtel Dieu de Lyon.
Au cours de ces années de résistance, Françoise Seligmann rencontre Albert Camus, Claude Bourdet ou Pascal Pia, avec lesquels elle participe à l'aventure du journal Combat.
Au sein du mouvement « Combat », elle s'occupe alors du service social, comme d'ailleurs de nombreuses résistantes, ce qui signifie qu'elle vient en aide aux résistants et à leurs familles, par exemple pour fournir de faux papiers et pour trouver des lieux d'hébergement et de repli pour les fugitifs. Elle travaille également pour le NAP (Noyautage des administrations publiques), organisation du mouvement « Combat » créée pour infiltrer les administrations de Vichy.
Elle travaille aussi, à partir de juin 1943, pour les Mouvements Unis de la Résistance (MUR), qui résultent de la réorganisation des grands réseaux souhaitée par Jean Moulin, après les hécatombes de juin 43 et l’unification des mouvements de la zone sud. Elle est recrutée par Marcel Peck, chef adjoint du N.A.P. (Noyautage des Administrations Publiques, dirigé par Claude Bourdet) et travaille jusqu’à la Libération conjointement pour le service social et pour le N.A.P., pour lequel elle effectue des missions de reconnaissances.
En décembre 1943, elle est envoyée en mission en Suisse pour le compte des M.U.R. Elle y séjourne un mois pour une tournée de conférences organisée par la délégation française de la Résistance à Genève afin de faire connaître l’action de la Résistance et de recueillir des fonds qui manquent alors cruellement.
Elle participe même à des évasions, armes à la main : elle fait en particulier partie, en janvier 1944, des résistants qui libèrent Yvette Bernard de la prison de la Gestapo de Blois à la faveur d’un transfert à l’hôpital, et convoie l’évadée jusqu’à un refuge, qui finira malheureusement par être découvert par la Gestapo.
En février 1944, elle est chargée par Claude Bourdet de retrouver la trace de Marcel Peck, disparu depuis son arrestation en novembre 1943. Elle recherche des contacts dans divers services de la Gestapo, parvient à lier connaissance avec une interprète alsacienne, Jeanne Kelbel, à laquelle elle soutire des renseignements sur les opérations prévues par le chef de la Gestapo de l’avenue Foch. Certains de ces renseignements seront utilisés. D’autres arriveront malheureusement trop tard pour éviter des arrestations.
En août 1944, pendant la semaine de la bataille de la Libération de Paris, elle sert d’agent de liaison et d’agent ravitailleur à Albert Camus et à l’équipe du journal Combat, retranchés à l’intérieur de l’immeuble de la rue Réaumur duquel ils publient les premiers numéros du Combat clandestin distribués librement.
Elle rencontre son futur mari, François-Gérard Seligmann, marchand d'art et résistant de sept ans son aîné, pendant l'Occupation.
En septembre 1944, elle est nommée Directrice nationale du Service social du Mouvement de libération nationale (MLN), et le restera jusqu’à la suppression des services du MLN.
Bien des années plus tard, elle écrira l'histoire de son engagement dans la Résistance sous le titre Liberté, quand tu nous tiens. « Je ne fais pas de passéisme, dira-t-elle,  je soutiens que pour construire l'histoire de demain, il ne faut pas oublier celle d'hier ». Elle décrit dans ses mémoires la joie de la libération de Paris, son émotion en apercevant la haute silhouette du général de Gaulle qui « avait été l'âme de la résistance contre les Nazis ». Mais « l'Homme de Londres » se montre distant voire méprisant envers les jeunes résistants qui se pressent autour de lui, ce 25 août 1944, afin de lui dire leur reconnaissance, leur attachement, dans l'espoir d'un regard ou d'un mot chaleureux.
Puis, c'est le retour des prisonniers de guerre et des déportés, que ses camarades et elle vont accueillir, à Paris, au cinéma Rex et à l'hôtel Lutetia. De là date sa première rencontre, au ministère des Prisonniers, avec François Mitterrand qui, en l'absence d'Henri Frenay devenu ministre, fait fonction de secrétaire d'État. Françoise Seligmann insiste sur « la fragilité des hommes et des femmes qui ont vécu l'enfer de la déportation », mais aussi sur l'attitude de François Mitterrand, qui « n'a manifestement aucune considération pour notre délégation, bien que nous ayons précisé que nous représentions l'ensemble des mouvements de Résistance ». Les membres de la délégation se retirent confondus devant l'inconscience et la morgue du jeune Mitterrand dont ils ne pouvaient guère soupçonner, à l'époque, quel avenir brillant l'attendait.

### Militante des droits de l'Homme
En 1946 survient l'affaire Finaly, du nom d'enfants juifs dont les parents furent déportés et qui, confiés à une institution catholique, furent baptisés en dépit du judaïsme affirmé de leurs parents. Leur institutrice refuse ensuite de les remettre à leur famille légitime et se fait nommer « tutrice provisoire des enfants Finaly », allant même, avec la complicité de religieux, jusqu'à les dissimuler sous de fausses identités. La cause des enfants Finaly pousse Françoise à adhérer à la Ligue française pour la défense des droits de l'homme et du citoyen en 1949 où elle est élue Présidente de la 7e section de Paris.
Elle crée et anime, en 1950, le Comité de défense de Ethel et Julius Rosenberg, couple de savants atomistes américains convaincus d'espionnage au profit de l'URSS et condamnés pour cela à la peine capitale.
Elle est élue en 1953 au Comité central de la Ligue des Droits de l’Homme, auquel elle siégera jusqu’en 2013.
Elle est aussi, en 1953, secrétaire du Comité de défense de Georges Guingouin - chef des maquis F.T.P. du Limousin, arrêté et inculpé pour assassinat - qui sera finalement innocenté, le tribunal ayant prononcé un « non-lieu ».
En 1954, elle est chargée par l’abbé Pierre de la création et de la direction du centre d’hébergement de la mairie du 5e arrondissement, qui recueillera, pendant les grands froids de l’hiver, 60 « sans-abris » qui seront relogés et reclassés professionnellement avant la fermeture du centre.
Opposée catégoriquement au colonialisme, elle mène campagne contre la torture en Algérie et pour la défense de Djamila Boupacha et de Djamila Bouhired. Elle est membre du comité de défense constitué en vue d'organiser la défense et la libération de la journaliste Claude Gérard (qui a publié un article sur un maquis algérien, visité en 1956).
Et, jusqu’à la signature de la paix, elle participera à toutes les campagnes contre la guerre d’Algérie, avec la Ligue des Droits de l'homme. Ce combat, elle le partage avec d'autres anciennes résistantes comme Germaine Tillion et Marie-José Chombart de Lauwe.
En 1957, elle crée, pour la Ligue des droits de l'Homme, le journal Après-demain avec Philippe Bernard et Pierre Joxe. Elle en sera la directrice jusqu’en 2013. Après-Demain est un journal mensuel de documentation politique, non vendu dans les kiosques (son siège est situé rue Jean-Dolent, Paris 14e).
En 1994, elle devient Présidente d’honneur de la Ligue des Droits de l’Homme, dont elle était une vice-présidente depuis 1970,,.
Cet engagement pour les droits de l'Homme a été le fil conducteur de toute la vie de Françoise Seligmann. Elle est à l'origine de la création en 2004 du prix Seligmann contre le racisme, en mémoire des combats qu'elle a menés contre le nazisme avec son mari, François-Gérard Seligmann (1912-1999). Le prix 2005 a été attribué à Fatima Besnaci-Lancou pour son livre Fille de harki. Le prix 2006 a été décerné à Esther Benbassa et Jean-Christophe Attias pour l’ouvrage collectif Juifs et musulmans : Une histoire partagée, un dialogue à construire. Le prix 2008 a été remis le 8 janvier 2009 à Scholastique Mukasonga pour son ouvrage La femme aux pieds nus.
Elle a également créé la Fondation Seligmann, déclarée d'utilité publique en 2006, dont l'objet est : « œuvrer pour la victoire de la raison et de la tolérance, et promouvoir le rapprochement entre les citoyens et résidents étrangers de toutes origines rassemblés sur le sol français », essentiellement en soutenant des projets de jeunes d'écoles, de collèges et de lycées.
Elle est présidente d’honneur de la ligue française pour la défense des droits de l'homme et du citoyen à partir de 1994 et cofondatrice de la revue de la Ligue, créée en 1957, Après-demain.

### Femme politique et de culture

#### Secrétaire nationale de l'UFD (Mendès France)
À partir de 1955, elle commence à collaborer avec Pierre Mendès France (constitution et étude de dossiers, organisation de réunions, campagnes électorales, etc.). Après l’arrivée au pouvoir du Général de Gaulle, elle est chargée par Pierre Mendès France, dont elle est très proche, du secrétariat national de l'Union des Forces Démocratiques, jusqu’à la disparition de cette organisation en 1961.

#### Membre de la direction du Parti socialiste de 1981 à 1992
En 1974, elle rejoint le Parti socialiste (PS). Elle devient la collaboratrice de François Mitterrand, à l’occasion de la campagne présidentielle qui fait suite au décès de Georges Pompidou le 2 avril 1974. Elle exercera d'importantes responsabilités au Parti socialiste. Elle sera membre du Comité directeur (à partir de 1975), membre du Bureau exécutif de 1981 à 1992 et secrétaire nationale du PS de 1983 à 1992, notamment à l’information des militants et aux organismes centraux, à l’information interne. Pendant les années au cours desquelles la gauche est écartée du pouvoir, elle contribue à théoriser le rôle de l'opposition et manifeste dans ce domaine, selon Christiane Demontès, une exigence et un refus de toute complaisance.
Le 10 décembre 2005, elle devient présidente d'honneur de Rénover maintenant, courant du Parti socialiste fondé par Arnaud Montebourg au lendemain du congrès du Mans, après avoir été brièvement présidente de l'association Nouveau Parti socialiste.

#### Sénatrice de 1992 à 1995
En remerciement de ses services au sein du Parti socialiste, Pierre Mauroy propose à Françoise Seligmann la place de numéro deux sur la liste sénatoriale de Robert Pontillon avec l'engagement que celui-ci cédera son siège à mi-mandat mais sans avertir ce dernier. Elle entre finalement au Sénat après le décès de Robert Pontillon en 1992. La nouvelle sénatrice des Hauts-de-Seine siège d'abord à la commission des affaires culturelles, puis à la commission des lois. Au cours de ce bref mandat, de mars 1992 à septembre 1995, deux thèmes émergent plus particulièrement parmi ceux qu'a défendus Françoise Seligmann au Sénat.

#### Défense de l'apport de l'immigration
D'abord, le thème de l'ouverture à l'étranger et de l'immigration. Elle intervient ainsi en juin 1993, pendant la discussion de la future loi du 23 juillet 1993 réformant le code de la nationalité. Elle souligne l'apport à la France de « tous les enfants des Juifs d'Europe centrale échappés de leurs ghettos, comme ceux des manœuvres italiens, espagnols ou polonais, accueillis et formés dans notre école publique et laïque ». Elle dénonce la « sclérose culturelle » qui ne manquerait pas de résulter pour la France d'une fermeture de ses frontières à de nouveaux migrants. « Toucher au code de la nationalité,  dit-elle, c'est toucher à l'histoire de France ». L'immigration est pour elle un élément de l'identité française ; la citoyenneté doit intégrer l'immigration.
Un autre aspect de ses convictions s'exprime tout naturellement dans le cadre de son mandat : son féminisme.

#### Défense du droit des femmes
En 1946, Françoise Seligmann avait lancé La Française, un journal féministe auquel contribuait, entre autres, Albert Camus, mais qui n'aura pas le même succès ni la même longévité que Elle, créé la même année. Elle avait suivi le conseil d'André Malraux qui, à plusieurs reprises, lui avait dit : « Vous devriez faire du journalisme ». Le même Malraux, promu ministre de l'Information et auquel elle avait présenté son projet, lui avait lancé, ironique : « Vous voulez faire du journalisme et vous ne savez même pas la différence entre un bulletin d'association et un vrai journal ! »
Au Sénat, ses convictions féministes sont un élément important de son activité de parlementaire si l'on en juge par le dépôt, en décembre 1992, d'une proposition de loi relative à l'interruption volontaire de grossesse et tendant à dépénaliser l'auto-avortement. Dans le même esprit, elle pose une question orale sur la situation des centres d'IVG et s'indigne du manque de moyens auxquels ces derniers seraient confrontés. Elle considère que ces centres ont « démontré, par leur action, combien leur existence est indispensable et, dans bien des cas, salutaire si l'on songe à ce fléau sanitaire, social, humain, que constituaient, dans le passé, les avortements clandestins ».
En mai 1994, Françoise Seligmann est l'auteure d'une autre proposition de loi pour une meilleure répartition des fonctions électives entre les hommes et les femmes. Ce texte ne sera jamais inscrit à l'ordre du jour de l'assemblée.

#### Un mandat de sénatrice dont la durée est réduite pour laisser la place à Robert Badinter
Lors du renouvellement de 1995, Françoise Seligmann, 76 ans, ne sera pas investie mais devra laisser sa place à Robert Badinter, 67 ans. L'affaire prend une tournure féministe. Seligmann était la seule femme membre de la commission des lois du Sénat (sur 42) et aussi la seule femme parmi les candidats éligibles de ce renouvellement sénatorial. Son élimination ne favorise pas une représentation équilibrée des sexes dans la « Haute Assemblée ». C'est ainsi que Françoise Gaspard et Yvette Roudy protestent à coups de tribunes dans la presse contre le sort réservé à leur amie. Seligmann présente sa propre liste « Promotion des femmes » avec Gaspard et Roudy. « Je ne présente pas cette liste contre Badinter et je souhaite qu'il soit élu », précise-t-elle. Badinter sera élu à sa place.

#### Co-direction de théâtres et collections
Elle est également membre du conseil d'administration du théâtre de la Ville Sarah-Bernhardt, et vice-présidente de celui du théâtre musical du Châtelet qui lui fait face à Paris.
Elle a fait don de 160 œuvres de la Belle Époque au musée Carnavalet, réunies par son époux antiquaire et collectionneur, à la condition que les tableaux retenus par le musée pour figurer dans ses collections permanentes soient tous accrochés sur un même grand mur de salle, ce qui est le cas sur le côté ouest de la grande salle 1.51, l'espace Seligmann, dans la section "XXe siècle et seconde moitié du XIXe" (Belle époque). Tout cela lui vaut d'avoir son nom gravé à l'entrée de Carnavalet depuis 2001, sur l'une des quatre plaques des grands donateurs de l'institution :
Mme François-Gérard Seligmann,
en souvenir de son époux [prédécédé en 1999].
Enfin, elle a offert au musée du Louvre un tapis iranien du XVIIe siècle, aujourd'hui appelé le tapis Seligmann, présenté de manière intermittente dans les espaces du département des Arts de l'Islam.

#### Reconnaissance et mort
Au titre de son action de résistante, elle a reçu la médaille de la Résistance et elle est officier de la Légion d'honneur, elle sera aussi commandeur de l'ordre national du Mérite et commandeur de l'ordre des Arts et des Lettres.
Françoise Seligmann meurt le 27 février 2013 à Neuilly-sur-Seine,, à l’âge de 93 ans. Celle que le Nouvel Observateur avait surnommée la « vieille dame indignée de la gauche française » meurt le même jour qu'un autre résistant illustre, lui aussi indigné célèbre, Stéphane Hessel.

## Œuvres
- 2000, Liberté, quand tu nous tiens, (1940-1954) tome I, Paris, Fayard, préface de Pierre Joxe (lire la chronique de Régine Deforges, « Une inconditionnelle de la liberté », dans L'Humanité du 9 juin 2004).
- 2003, Liberté, quand tu nous tiens, tome II, L’Espoir et la honte, (1954-1968) Paris, Fayard, Avant-propos de Pierre Joxe, préface de Bertrand Delanoë.
- 2005 Les Socialistes aux portes du pouvoir, 1974-1981, tome I, Paris, Michalon, préface de Pierre Joxe.
- 2005, Les Socialistes au pouvoir, 1981-1995, tome II, Paris, Michalon, préface d’Arnaud Montebourg.

## Sources
- Régine Deforges, « Militer c'est croire », dans L'Humanité, 16 juin 2004, (page consultée le 24 février 2006).
- Magazine À Paris !, no 18, mars-avril-mai 2006, rubrique « Actualité », portrait « Françoise Seligmann » p. 9 (page consultée le 25 février 2006).
- « Robert Badinter, le grand honnête homme »(Archive.org • Wikiwix • Archive.is • Google • Que faire ?) (consulté le 16 mai 2017) dans Marianne, 3 janvier 2009.